# 괴산 채운암 대웅전
괴산 채운암 대웅전(槐山 彩雲庵 大雄殿)은 충청북도 괴산군 청천면, 채운암에 있는 조선시대의 대웅전이다. 2000년 5월 4일 충청북도의 문화재자료 제30호로 지정되었다.

## 개요
채운암은 고려 충렬왕 3년(1277) 도일선사가 세운 암자로 조선 광해군 2년(1619) 혜식선사가 고쳐 지으면서 채운암이라 하였다. 효종 4년(1655)에는 혜일선사가 지금의 자리에 욱장사를 지었으나 구한말 왜병의 침입으로 대부분이 불에 타서 없어지고, 1948년 대홍수로 채운암이 파괴되었다. 1949년에 남아 있는 요사채의 일부를 지금 있는 자리에 옮겨 채운암이라 부르고 있다.
채운암 대웅전의 안쪽에는 목조여래좌상(충청북도 유형문화재 제191호)을 모시고 있다.

## 같이 보기
- 괴산 채운암 목조여래좌상 - 충청북도 유형문화재 제191호

## 참고 자료
- 괴산 채운암 대웅전 - 국가유산청 국가유산포털